# Pararanguna
Pararanguna is een geslacht van kreeftachtigen uit de klasse van de Malacostraca (hogere kreeftachtigen).

## Soort
- Pararanguna semilunata (Dai & G.-X. Chen, 1985)